# Garage Moderne
Garage Moderne war eine französische Automobilwerkstatt und zeitweise Hersteller von Automobilen.

## Unternehmensgeschichte
Adrien Morin (1880–1968) hatte bei Vinot & Deguingand, Decauville und Cornilleau & Sainte-Beuve Erfahrungen im Automobilbau gesammelt. 1913 gründete er in Thouars das Unternehmen Garage Moderne als Reparaturwerkstatt und begann mit der Produktion von Automobilen. Der Markenname lautete Tuar. 1922 waren 50 Mitarbeiter im Unternehmen beschäftigt. 1925 endete die Automobilproduktion. Insgesamt entstanden etwa 800 Fahrzeuge. Das Unternehmen existierte bis 1956.

## Fahrzeuge
Es wurden Fahrzeuge auf Fahrgestellen von Malicet & Blin produziert. Zur Wahl standen verschiedene Einbaumotoren:
- Vierzylindermotor mit 1244 cm³, 1495 cm³, 1503 cm³ und 1821 cm³ Hubraum von Chapuis-Dornier[3]
- Vierzylindermotor mit 1601 cm³[2] Hubraum und Sechszylindermotor mit 1496 cm³ Hubraum von CIME[3]
- Motoren mit 1327 cm³ und 1496 cm³ Hubraum von Fivet[3]
- Motoren von Ruby[3]